# Fei hok phai
Fei Hok Phai (em cantonês; em chinês tradicional: 飛鶴派; em chinês simplificado: 飞鹤派; pinyin: Fēi Hè Pài), também conhecido como "Estilo da Garça Voando", é uma arte marcial chinesa (Kung Fu e Tai Chi Chuan) que tem sua origem no Brasil a partir das artes marciais chinesas praticadas pelo seu fundador Chiu Ping Lok - Mestre Lope Chiu (1938 - 2009). 
Chiu Ping Lok nasceu na aldeia de Tung Chao Chun, em Tai Shan, província de Cantão, no sul da China em 1938 e faleceu no município de Santo André (Estado de São Paulo), Brasil em 2009.
O estilo Fei Hok Phai criado por Mestre Chiu Ping Lok é uma composição dos diferentes estilos praticados por ele (escola interna Neijia e  escola externa Waijia). 
Com 5 anos de idade, em sua aldeia natal de Tung Chao Chun, Chiu Ping Lok começou a praticar artes marciais e seu primeiro professor foi um tio, Chan Mun, que entre os anos de 1942 e 1952 lhe ensinou um estilo denominado "Hung Tao Choi Mei Ga" (Estilo Cabeça de Hung e Cauda de Choi), uma composição dos estilos Hung Ga e Choi Ga. Na mesma localidade, entre os anos de 1945 e 1952 Chiu Ping Lok também praticou os estilos "Hung Ga" e "Mo Ga" com um amigo de seu tio, Chim Man Sim. 
Em 1953, com 15 anos de idade, Chiu Ping Lok mudou-se com a família para a cidade de Hong Kong. Entre os anos de 1953 e 1961 praticou "Hung Ga" sob a orientação de Lam Fei Hung (1875 - 1976) também conhecido como Teet Tao Hung, e de Tang Fong (1877-9 - 1955). Ainda em Hong Kong, entre os anos de 1956 e 1960, praticou "Mo Ga" e Tai Chi Chuan do estilo Yang com Hui Sil Sin; e entre os anos de 1958 e 1960, praticou "Noi Kun" (estilo interno), "Si Mei Kwan" (bastão rabo de rato), "Pa Kua Kwan" (bastão de oito diagramas)  além de também praticar "Tai Chi Chuan" com Sin Pak. 
Em 1961 Chiu Ping Lok (Mestre Lope) imigrou para o Brasil, passando a residir no município de Santo André  (SP). A partir de 1963 começou a dar aulas de kung fu, nos finais de semana, no Centro Social Chinês de Santo André onde ensinava os estilos Hung Ga e Mo Ga. Neste período,  apenas imigrantes chineses faziam parte das aulas. 
Entre os anos de 1968/1969, Chiu Ping Lok vive durante alguns meses em Nova York (EUA) onde praticou "Tai Chi Chuan" do estilo Yang com Cheng Man Ching, aprendendo a rotina de 37 movimentos. De retorno ao Brasil, adaptou esta rotina que passou a ser a rotina tradicional de Tai Chi Chuan do Fei Hok Phai. 
As cinco linhagens tradicionais de Kung Fu que formam a base do estilo Fei Hok Phai são: 
- Hung Ga;
- Jow Ga (Choi Ga)
- Mok Gar;
- Tai Chi Chuan;
- Nei Kung.

O Fei Hok Phai se caracteriza por ser um estilo do sul da China, da região de Cantão. Combina elementos da escola externa (Goi Gar) quanto da escola interna (Noi Gar), incluindo tecnicas de respiração e meditação. 
Nos diversos "katis" (taolus) praticados no Fei Hok Phai encontram-se técnicas de Tigre, Garça, Leopardo, Serpente e Dragão, combinadas de maneira harmoniosa, a fim de desenvolver no praticante o equilíbrio entre variadas qualidades fisicas.
As técnicas da Garça são caracterizadas por movimentos que desenvolvem a leveza, agilidade e harmonia, e que utilizam principalmente o peito do pé, as canelas, os joelhos, os cotovelos, os antebraços e as mãos em forma de bico (para atingir os olhos do adversário).
Como um complemento a essas técnicas de garça, as técnicas de Tigre se caracterizam por movimentos explosivos, fortes e velozes,  utilizando os punhos fechados para bater em diferentes partes; os antebraços para defesa e ataque, saltos e bases firmes.
O Fei Hok Phai é uma prática física e mental que visa melhorar a saúde, a concentração e a força interior. Com uma longa história e uma rica tradição, o Fei Hok Phai é atualmente praticado em todo o Brasil além de alguns países da América do Sul e do Norte e na Europa.

### Graduação no Fei Hok Phai (FHP)
O estilo Fei Hok Phai possui um sistema de graduação que é dividido em duas categorias: o método principal, baseado nas faixas, e o método secundário, baseado nas cores dos símbolos estampados na camiseta do uniforme. As graduações são obtidas através da demonstração de habilidades e conhecimentos adquiridos ao longo do treinamento, em avaliações que são realizadas periodicamente pelo professor.

#### Método principal de graduação
O método principal de graduação do FHP é definido pela cor da faixa e possui sete níveis, sendo eles:
1. Faixa Amarela
2. Faixa Laranja
3. Faixa Verde
4. Faixa Marrom
5. Faixa Azul
6. Faixa Vermelha
7. Faixa Preta

Cada faixa representa um nível de habilidade e conhecimento adquirido pelo praticante, com a faixa preta sendo o nível máximo de graduação. Além de habilidades técnicas, o praticante também deve demonstrar valores como respeito, disciplina, humildade e dedicação.

#### Método secundário de graduação
O método secundário de graduação ocorre em paralelo ao método principal e é baseado nas cores dos símbolos estampados na camiseta do uniforme. São seis combinações de cores que representam diferentes níveis de graduação, sendo eles:
1. Garça vermelha: indica que o aluno é esforçado e dedicado;
2. Símbolo vermelho: indica que a pessoa é instrutor, abaixo do nível de professor;
3. Garça vermelha e símbolo vermelho: indica que o instrutor é de nível avançado;
4. Garça azul: indica que a pessoa é professor;
5. Símbolo azul: indica que o professor é de nível intermediário;
6. Símbolo azul e Garça azul: indica que o professor é de nível avançado.

O método secundário de graduação é um reconhecimento ao empenho, dedicação e progresso do praticante, mas não substitui a importância das faixas como forma de reconhecimento da habilidade técnica e conhecimento adquirido ao longo do treinamento.
Mestres do Estilo
No ano de 1995, o Grão Mestre Chiu Ping Lok graduou Lee Wai Yin (1938 - 2009) e Jair Melo Lima (1960) como Mestres do Fei Hok Phai.
Em 2005, o Grão Mestre Chiu Ping Lok graduou como Mestres do Fei Hok Phai, um grupo de professores comprometidos com a difusão do estilo ao longo de vários anos. São eles: Cintia Yan, Valdemir Machado (Indio), Mario Kuno Masuno, Benedito de Barros Filho (Benê), Guilherme Eduardo Stamato, Valter Tadeu Ribeiro, Aparecido Marrera e Maria Luiza Hourneaux Affonso.
Atualmente existem outros Mestres do Fei Hok Phai, que foram graduados após o falecimento do fundador do estilo.
1. ↑  «Fei Hok Phai - Disciplina - Educação Física». www.educacaofisica.seed.pr.gov.br. Consultado em 15 de fevereiro de 2023
2. ↑  «Neijia and Waijia». www.ycgf.org. Consultado em 22 de fevereiro de 2023
3. ↑  «Chiu Ping Lok». União Fei Hok Phai Kung Fu Wushu do Brasil. Consultado em 20 de fevereiro de 2023
4. ↑  «Estilo Fei Hok Phai». shaolindosul. Consultado em 20 de fevereiro de 2023
5. ↑  «Graduação». União Fei Hok Phai Kung Fu Wushu do Brasil. Consultado em 15 de fevereiro de 2023